# رضا عظیمی
رضا عظیمی (۱۱ مرداد ۱۲۸۸ تهران –۱۷ شهریور ۱۳۷۸ پاریس) ارتشبد و فرمانده نیروی زمینی شاهنشاهی ایران از ۱۳۳۸ تا ۱۳۴۴، ژنرال آجودان محمدرضا پهلوی از ۱۳۴۴ تا ۱۳۴۸ و وزیر جنگ از ۱۳۴۸ تا ۱۳۵۶ بود.

## تولد و تحصیلات
رضا عظیمی در سال ۱۲۸۸ در تهران به دنیا آمد. او تحصیلات ابتدایی را در مدرسه قاجاریه و دبیرستان را در مدرسه فیروز و سپس مدرسه نظام به پایان برد. او از یک خانواده نظامی بود. سرتیپ فرج الله ایراوانی، سپهبد امیر احمدی، سرتیپ حیدرقلی پسیان و … از اقوام او بودند.

## تحصیلات نظامی
عظیمی پس از طی دوره دو ساله دانشکده افسری با درجه ستوان دومی در سال ۱۳۰۸ از دانشکده افسری فارغ‌التحصیل شد. وی همچنین در سال 1319 دوره عالی دانشکده جنگ را به پایان برد.

## فعالیت‌های نظامی
عظیمی فعالیت خود را در نیروی زمینی ارتش آغاز کرده و در سال ۱۳۲۶ به درجه سرهنگی و ریاست ستاد لشکر دوم رسید. وی سپس با درجه سرتیپی فرمانده تیپ خوی، فرمانده پادگان دژبان تهران، ریاست کارگزینی ارتش، رئیس اداره بازرسی ارتش، فرماندهی سپاه و ارتش غرب رسید.
غظیمی پس از کودتای ۲۸ مرداد مدتی فرماندهی لشکر منخل شده گارد را جهت تشکیل مجدد برعهده داشت.
ارتشبد عظیمی در سال ۱۳۳۸ به سمت فرمانده کل نیروهای زمینی شاهنشاهی ایران منصوب شد و بعد از آن عنوان وزیر جنگ در کابینه‌های هویدا و جمشید آموزگار (۱۳۴۸–۱۳۵۶) و آجودان شاه فعالیت کرد.

## درگذشت
تیمسار عظیمی هیچ وقت ازدواج نکرد و درسن ۹۱ سالگی در ۷ شهریور ۱۳۷۸ در پاریس درگذشت.